# Lucius Cornelius Scipio (Quästor 167 v. Chr.)
Lucius Cornelius Scipio vom Zweig der Scipionen aus der gens der Cornelier war ein römischer Politiker und Militär.
168 v. Chr. bekleidete Lucius Cornelius Scipio das Amt eines Militärtribuns. Im folgenden Jahr war er Quästor und offizieller Betreuer des bithynischen Königs Prusias II. in Rom. Laut seiner Grabinschrift starb er im Alter von 33 Jahren.